# Friedrich August Unger (Geistlicher)
Friedrich August Unger (* 13. September 1758 in Pförten in der Herrschaft Pförten; † 20. Februar 1846 in Chemnitz) war ein deutscher evangelischer Geistlicher.

## Leben
Friedrich August Unger war der Sohn von Johann Jeremias Unger, Schlossgärtner im Schloss Pförten und dessen Ehefrau Johanna Regine, Tochter des Gubener Rektors am dortigen Lyzeum Kunschke.
Er besuchte zuerst die Stadtschule in Pförten beim Rektor Johann Hartmann Christoph Gräf und erhielt dort den ersten Unterricht in den alten Sprachen. Im Alter von 17 Jahren kam er 1775 zum Lyzeum in Sorau zum Rektor Adam Friedrich Kühn (1741–1793), das er 1778 erfolgreich abschloss, um anschließend am 9. Mai 1778 an der Universität Leipzig ein Theologie-Studium zu beginnen. Er hörte Vorlesungen bei Ernst Platner und Samuel Friedrich Nathanael Morus, mit dem er bis zu dessen Tod befreundet war; dazu besuchte er die Predigten von Georg Joachim Zollikofer, der sein Vorbild wurde. 1781 beendete er sein Studium und wurde Hauslehrer beim Bürgermeister und Kaufmann Töpfer in Waldenburg in Schlesien. Während dieser Zeit ließ er sich in Schweidnitz von dem königlichen preußischen Rat und Pastor primarius, Johann Friedrich Tiede examinieren und durfte nach der Prüfung in dessen Diözese predigen.
Im darauffolgenden Jahr wurde er im Dezember 1782 Lehrer und Begleiter an der Universität Leipzig, von Bodo Burkhardt von Bodenhausen (1769–1829), jüngster Sohn von dem Kammerherrn Christoph August Leberecht von Bodenhausen auf Brandis (1731–1786). In dieser Zeit erlangte Friedrich August Unger an der Universität Wittenberg den Doktor der Philosophie und den Magister der freien Künste.

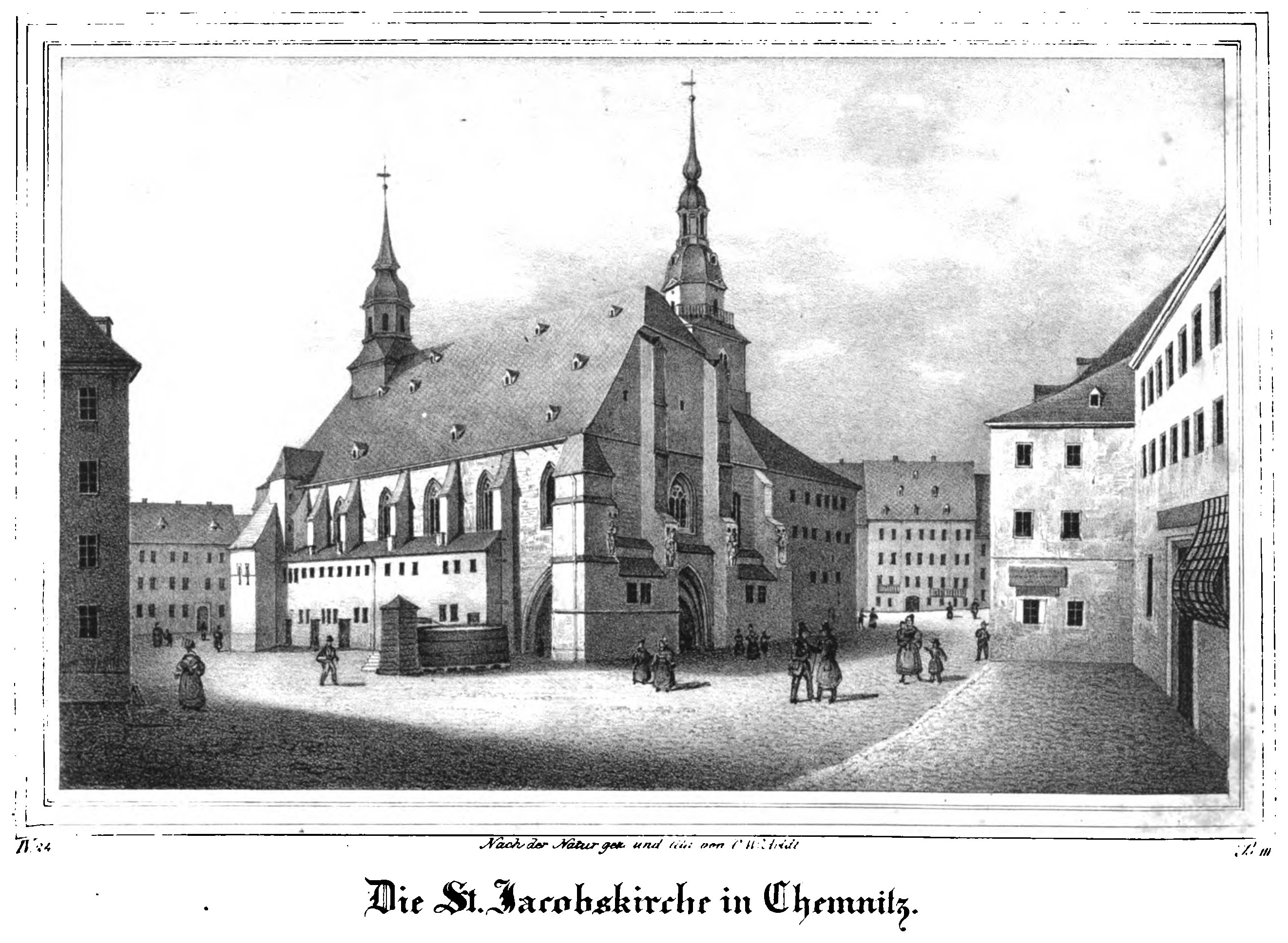
St. Jacobskirche, 1839

Er erhielt am 19. August 1785 sein erstes geistliches Amt, als er vom Stadtrat in Wurzen zum Diakon gewählt wurde. Dem folgte drei Jahre später 1788 seine Wahl als Pastor primarius an der Stadtkirche St. Jakobi durch den Stadtrat in Borna, allerdings wurde ihm die mit dieser Stelle verbundene Superintendentur erst am 25. Februar 1790 übertragen. Offiziell sei er für diese Stelle noch zu jung, jedoch hatte der Kirchenrat und das Oberkonsistorium in Dresden von einem seiner Vorgesetzten, ein starrer Orthodoxer, eine Meldung vorliegen, der seine Rechtgläubigkeit bezweifelte, weil Friedrich August Unger eine freiere theologische Richtung verfolgte. 
Am 17. Juni 1807 wurde ihm durch den Stadtrat von Chemnitz das Amt des Superintendenten angetragen, als dessen bisheriger Amtsinhaber Gottlieb Merkel (1734–1807) verstarb; bei der Chemnitzer Superintendentur handelte sich damals um eine der umfangreichsten in Sachsen. Er bekleidete das Amt bis zu seinem Tod, wurde aber 1843 von dem Amt des Ephorus entbunden. In diesem Amt wurde er zum Nestor der sächsischen Geistlichkeit.
Noch als Diakon in Wurzen heiratete er 1787 Charlotte Amalie († 11. November 1838 in Chemnitz), die Tochter des Dr. jur. Gottlob Zeibig, Rechtskonsulent in Meißen. Gemeinsam hatten sie sechs Kinder, von denen das älteste und jüngste Kind bereits früh verstarben, der zweite Sohn verstarb mit 38 Jahren und seine zweite Tochter in ihrem 39. Lebensjahr. Sein Sohn Ludolph Hermann Unger wurde Medizinalrat in Zwickau.

## Auszeichnungen
- Friedrich August Unger wurde 1813 vom russischen Kaiser Alexander I. zum Ritter des den kaiserlich-russischen St. Wladimir-Ordens ernannt, weil er sich nach der Schlacht von Lützen um die durch Chemnitz ziehenden preußischen und russischen Soldaten kümmerte und mit Verpflegung versorgte.
- 1830 wurde er durch die theologische Fakultät der Universität Leipzig zum Dr. theol. h. c. ernannt.
- Am 23. August 1835 händigte ihm der Amtshauptmann Eduard von Polenz das durch den König Anton und dem Mitregenten Friedrich August II. verliehene königlich sächsische Zivilverdienstkreuz aus.
- Anlässlich seiner Feier zum 50-jährigen Ephoratsamt am 27. Januar 1841 erhielt er den, durch König Friedrich August verliehenen, Titel als Kirchenrat.

## Schriften (Auswahl)
- C. A. Dietrich; Friedrich August Unger: Viro summo venerabili, praenobilissimo, amplissimo, doctissimo, Friderico Augusto Unger ephori muneris, ante quinquaginta annos suscepti memoriam. Adjuncta est quaestio: Num ratio humana suapte vi ad veram rerum divinarum cognitionem pervenire possit.
- Karl Friedrich Korbinsky; Friedrich August Unger: Viro maxime venerabilis Friderico Augusto Unger: pie gratulatur interprete Carolo Friderico Korbinsky. Leipzig : Teubner, 1812.